# 143
El 143 (CXLIII) fou un any comú començat en dilluns del calendari julià.

## Esdeveniments
- El metge romà Antil duu a terme la primera arteriotomia.

## Necrològiques
- Esmirna (Àsia Menor): Polemó Antoni, sofista i retòric grec, de suïcidi de fam.